# 蓋倫中心
蓋倫中心是一座多功能室內體育館，由南加州大學擁有和營運。體育館是南加州大學特洛伊人隊的主場。

## 外部連結
- Galen Center facilities page